# Cañamares (Guadalajara)
Cañamares es una localidad española del municipio de La Miñosa, perteneciente a la provincia de Guadalajara, en la comunidad autónoma de Castilla-La Mancha.

## Geografía

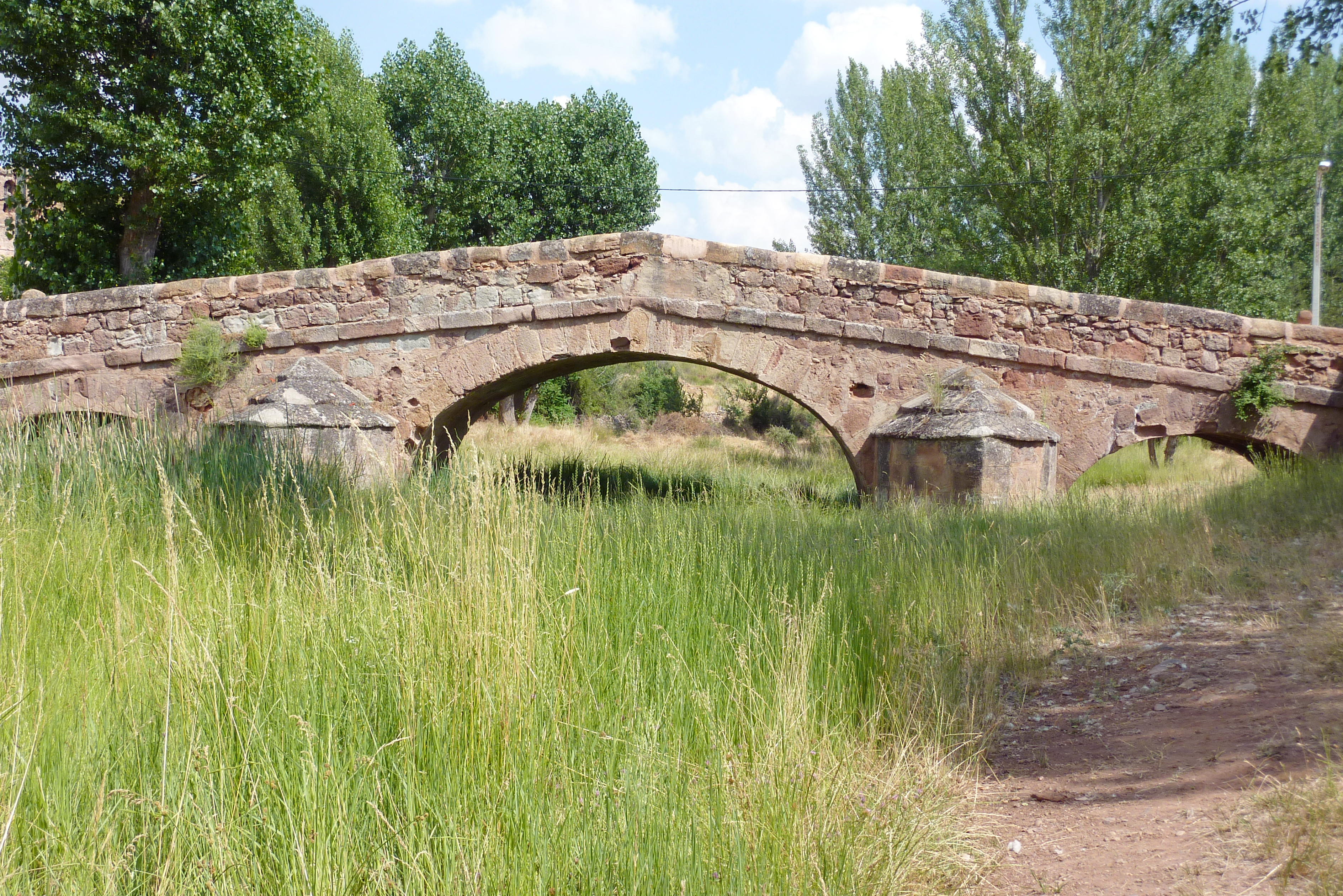
Puente sobre el Cañamares

La localidad de Cañamares se encuentra a una altitud de 825 m sobre el nivel del mar La localidad es atravesada por el río Cañamares. En sus alrededores se encuentran los cerros volcánicos de Cañamares.

## Historia
A mediados del siglo XIX, la aldea, por entonces con ayuntamiento propio, tenía contabilizada una población de 115 habitantes. Aparece descrita en el quinto volumen del Diccionario geográfico-estadístico-histórico de España y sus posesiones de Ultramar de Pascual Madoz de la siguiente manera:

CAÑAMARES. ald. con ayunt. en la prov. de Guadalajara (9 1/2 leg), part jud. de Atienza (1 1/2), aud. terr., y c.g. de Madrid (19), dió. de Sigüenza (5): sit. en llano; la combaten los vientos SO. y N.; goza de clima sano; y las enfermedades mas comunes son terciarias. Tiene 40 casas; escuela de instruccion primaria,  a la que concurren 15 niños de ambos sexos, á cargo de un maestro dotado con 41 fan. de trigo; su igl. parr. (la Natividad de Ntra. Sra.), es matriz de la de Tordelloso. térm. confina N. Alpedroches y Miedes; E. Tordelloso; S. La Miñosa, y O. Miedes y Ujados. El terreno es de mediana calidad, le baña el r. del mismo nombre del pueblo á que atraviesa por mitad, facilitando la comunicacion un puente con tres arcos; al SO. se halla un monte poblado de roble y marojo. caminos: los locales y el que dirige á las salinas de Imon y Olmeda. correo: se recibe de la adm. de Atienza por medio de un encargado de la misma. prod.: trigo, cebada, centeno, avena, garbanzos, guisantes, lentejas y patatas, cria ganado lanar, vacuno y cabrio; caza de liebres, perdices y lobos, y pesca de peces y anguilas. ind: 3 posadas, 2 de propios y una del pueblo, y dos molinos harineros. comercio: esportacion de lo sobrante é importacion de los efectos necesarios para el consumo, que no produce el terreno. pobl.: 32 vec., 115 al. cap. prob.: 627,780 rs. imp.: 47.500. contr.:  3,681. presupuesto municipal: asciende á 400 rs., y se cubre con el producto de la taberna y dos posadas, y por reparto vecinal.
(Madoz, 1846, p. 484)

## Demografía
| Gráfica de evolución demográfica de Cañamares entre 1842 y 1860 |
| |
| Población de derecho según los censos de población del INE Población de hecho según los censos de población del INEEntre el censo de 1857 y el anterior, crece el término del municipio porque incorpora a La Miñosa y Naharros Entre el censo de 1877 y el anterior, este municipio desaparece porque cambia de nombre y aparece como el municipio La Miñosa |